# جنسانية بشرية أنثوية

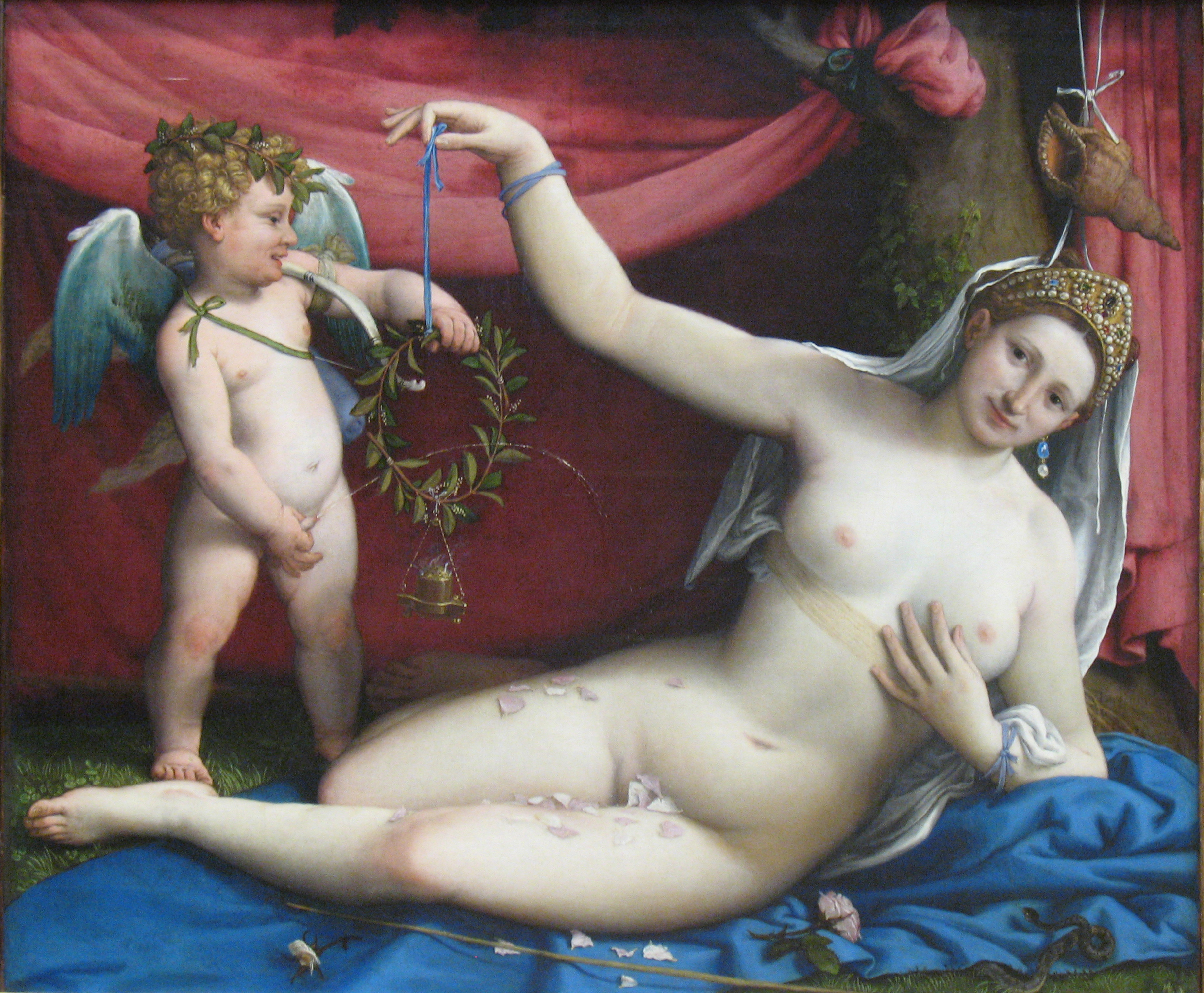

تشمل الجنسانية البشرية الأنثوية مجموعة واسعة من السلوكيات والعمليات، منها الهوية الجنسية الأنثوية، والسلوك الجنسي، والنواحي الوظيفية، والنفسية، والاجتماعية، والثقافية، والسياسية، والروحانية، والدينية للنشاط الجنسي. تناولت المبادئ الأخلاقية والفضائل والإلهية عديدًا من الجوانب والأبعاد للجنسانية الأنثوية، باعتبارها جزءًا من الجنسانية البشرية. تقدم الفنون - ومن ضمنها الفنون الأدبية والبصرية بالإضافة إلى الثقافة الشعبية في الحقب التاريخية والثقافية كلها تقريبًا - جزءًا كبيرًا من آراء أي مجتمع في الجنسانية البشرية، والتي تتضمن جوانب ومظاهر جنسانية أنثوية خفية (مستترة) وصريحة (بارزة).
يوجد حدود قانونية في معظم المجتمعات والنظم القضائية القانونية لما يُسمح به من سلوك جنسي. تتنوع الجنسانية بين الثقافات ومناطق العالم، متغيرةً باستمرار على مر التاريخ، وهذا ينطبق أيضًا على الجنسانية الأنثوية. تشمل جوانب الجنسانية الأنثوية المواضيع المتعلقة بالجنس البيولوجي، وصورة الجسد، وتقدير الذات، والشخصية، والتوجه الجنسي، والقيم والتصرفات، والأدوار الاجتماعية المرتبطة بالجنس، والعلاقات، والخيارات المتاحة، والتواصل.
في حين تكون أغلب النساء ذوات توجه جنسي مغاير، هناك أقليات ملموسة من مثليات الجنس أو من مزدوجي التوجه الجنسي بدرجات متفاوتة.

## فسيولوجيًا
يمكن للنشاط الجنسي أن يشمل العديد من العوامل المحفزة جنسيًا (تحفيز جسدي أو تحفيز نفسي) منها الخيالات الجنسية، والعديد من الوضعيات الجنسية المختلفة، أو استعمال الألعاب الجنسية. يمكن للمداعبة الجنسية أن تسبق بعض النشاطات الجنسية، وغالبًا ما يؤدي إلى استثارة جنسية للشركاء الممارسين. من الشائع أيضًا أن يشعر الأشخاص بالرضى الجنسي عبر التقبيل، أو اللمسات الاستثارية، أو المَسك.

### هزة الجماع
إن هزة الجماع أو الذروة الجنسية هي التنفيس المفاجئ للتوتر الجنسي المتراكم أثناء دورة الاستجابة الجنسية، ينتج عنها تقلصات عضلية متناغمة في منطقة الحوض وتتميز بإحساس شديد بالمتعة. من الشائع أن تواجه النساء صعوبة بالوصول للشعور بهزة الجماع أثناء الإيلاج المهبلي. تصرح مايو كلينك «تختلف هزات الجماع في الشدة، ويختلف تواتر النساء في وصولهن إليها، وفي كمية التحفيز التي يتطلبها الوصول إليها». إضافة إلى أن بعض النساء قد يحتجن إلى أكثر من نوع واحد للتحفيز الجنسي للوصول إلى هزة الجماع. يحدث تحفيز البظر في الجماع العادي عندما يحرك إدخال القضيب غطاء البظر.
قُسمِت هزة الجماع لدى الإناث إلى فئتين: هزة الجماع البظرية والمهبلية (بقعة جي). تحتاج نسبة سبعين إلى ثمانين بالمئة من النساء لتحفيز مباشر للبظر للوصول إلى هزة الجماع. رغم أن التحفيز غير المباشر للبظر قد يكون كافيًا. هزة الجماع البظرية أسهل تحقيقًا بسبب وجود حشفة البظر، أو البظر ككل، إذ يحوي أكثر من ثمانية آلاف نهاية عصبية حسية. وهو نفس عدد النهايات الحسية (أو أكثر في بعض الحالات) الموجودة في القضيب أو حشفة القضيب. بما أن البظر مماثل للقضيب؛ فإنه مساوٍ له في قدرته على تلقي التحفيز الجنسي.
رغم أن الوصول إلى هزة الجماع عن طريق التحفيز المهبلي أصعب فإن منطقة بقعة جي بإمكانها إحداث هزة جماع إذا حُفِزت بطريقة مناسبة. لا يزال وجود بقعة جي أو كونها منطقةً منفردة موضعًا للجدال، إذ إن موقعها المحدد يختلف من امرأة لأخرى، وقد يكون غير موجود لدى بعض النساء، ويُفترض أنه امتداد للبظر وبالتالي تكون سببًا لهزات الجماع المهبلية.
يمكن للنساء الوصول إلى عدة هزات جماع؛ لأنهن لسن بحاجة إلى فترة الجموح التي يكون الرجال بحاجة إليها بعد هزة الجماع الأولى. رغم أنه مذكور بشكل عام أن النساء لا يختبرن دور الحِران وبالتالي فإنهن قادرات على الوصول إلى هزة جماع إضافية، أو هزات متعددة، بعد الهزة الأولى بفترة قصيرة، تذكر بعض المصادر أن النساء والرجال كليهما يختبرون دور حِران بسبب فرط حساسية البظر أو الرضى الجنسي، وقد تشعر النساء بالفترة التي تلي هزة الجماع أن أي تحفيز جنسي إضافي لا يولد أي إثارة.
قد تكون حلمتا الثدي حساستين للمس، ويمكن لتحفيز الحلمات أن يحدث الاستثارة الجنسية. وذكرت بعض النساء وصولهن إلى هزة الجماع عن طريق تحفيز حلمة الثدي. كانت التقارير عن وصول النساء إلى هزة الجماع مبنية على الأدلة المتناقلة إلى أن نشر باري ر. كوميساروك وأخرون بحثهم عن تحفيز الحلمة مستخدمين التصوير بالرنين المغناطيسي الوظيفي. وضحت دراسة كوميساروك الأولى صلة الأعضاء التناسلية الأنثوية بالقسم الحسي للدماغ، وقد تكون هزات الجماع هذه التي نتجت عن تحفيز الحلمات مرتبطة مباشرة بالقشرة الدماغية الحسية للأعضاء التناسلية (منطقة الأعضاء التناسلية في الدماغ).

## الانجذاب الجنسي
تميل النساء في المتوسط إلى الانجذاب أكثر للرجال ذوي الخصر الضيق نسبيًا، والجذع العريض الشكل، والأكتاف العريضة. تنجذب أيضًا النساء أكثر إلى الرجال الأطول منهن، ولديهم درجة من التناسق الوجهي، وأيضًا الوجه الرجولي المتماثل الشكل. تميل المرأة بغض النظر عن توجهها الجنسي إلى أن تكون أقل اهتمامًا بجاذبية الشريك الجسدية من الرجل.

## السيطرة على الجنسانية الأنثوية
على مر التاريخ، اعتبرت الكثير من الثقافات أن الجنسانية الأنثوية تابعة لجنسانية الذكور، وكشيء يمكن السيطرة عليه من خلال تقييد السلوك الأنثوي، في حين تمتع الرجال بالحرية الجنسية على نحوٍ أكبر. تميل الممارسات الثقافية التقليدية - مثل: فرض الاحتشام والعفة - إلى فرض قيود على المرأة بشكل أساسي، دون فرض قيود مماثلة على الرجل.
وفقًا لرواية التحليل النفسي التي تحمل اسم «عقدة مادونا والعاهرة» يُقال أن الرجال يتشوقون إلى ممارسة جنسية مع امرأة فاسقة («عاهرة») في حين أنه لا يستطيع أن يرضي جنسيًا عن طريق امرأة محترمة («المادونا»). حدد سيغموند فرويد هذا التحليل.
بعض الممارسات الثقافية التقليدية المثيرة للجدل - مثل تشويه الأعضاء التناسلية الأنثوية -  تعد محاولات لإبطال جنسانية المرأة تمامًا. لا يزال تشويه الأعضاء التناسلية الأنثوية مُمارسًا في بعض أنحاء أفريقيا والشرق الأوسط، وكذلك في بعض جاليات المهاجرين في البلدان الغربية، رغم أنها محظورة على نطاق واسع. يجرى هذا التشويه عادة على الفتيات الصغيرات قبل بلوغهن سن الخامسة عشرة.
من ضمن الأساليب المستخدمة للسيطرة على جنسانية الإناث وسلوكهن التهديد بالموت، مثلما يحدث في جرائم الشرف. قد يشمل سبب هذا القتل: رفض الموافقة على زواج مدبر، أو الدخول في علاقة مرفوضة من الأهل، أو ممارسة الجنس خارج إطار الزواج، أو الوقوع ضحية للاغتصاب، أو ارتداء ملابس تعتبر غير لائقة.
هناك وسيلة تاريخية أخرى للتحكم في السلوك الجنسي الأنثوي، وهي حزام العفة، وهو عبارة عن قطعة من الملابس مصممة لمنع الاتصال الجنسي. كانت النساء يرتدين الأحزمة لحماية عفتهن، والتي تضمنت منعهن من ممارسة الاستنماء أو الاتصال الجنسي مع كل الذكور باستنثاء الشخص المصرح لها بممارسة ذلك معه.
قبل الاستعمار الأوروبي لأمريكا الشمالية، كانت مواقف الشعوب الأصلية في الأمريكتين بشأن جنسانية الإناث متفتحة بشكل عام، ولا سيما بالنسبة للنساء الشابات غير المتزوجات. ولكن عندما وصل الأوروبيون، فُرضت عليهم أمور أكثر صرامة. كانت هذه الآراء المتزمتة تقييدية بشكل خاص للنساء، ولا سيما في مستعمرات فرقة التطهيرية.
في أعقاب الاستعمار الأوروبي لأمريكا الشمالية، نشأت نماذج أولية أمريكية أفريقية  تمثلت في قبيلتي إيزابيل ومامي. تتميز قبيلة إيزابل بنساءها الفاتنة والمغرية والمثيرة. أما في قبيلة المامي - والمُسماة أيضًا العمة جيميما - صُورت الأمهات على أنهن داخل مؤسسة استعبادية.